# Nathan Straus Jr.
Nathan Straus Jr.(Nueva York 27 de mayo de 1889 - Massapequa, Condado de Nassau, Estado de Nueva York, 13 de septiembre de 1961)   fue un periodista y político estadounidense del Estado de Nueva York.Fue hijo de Nathan Straus. trabajó como periodista para el diario New York Globe.